# NS-74

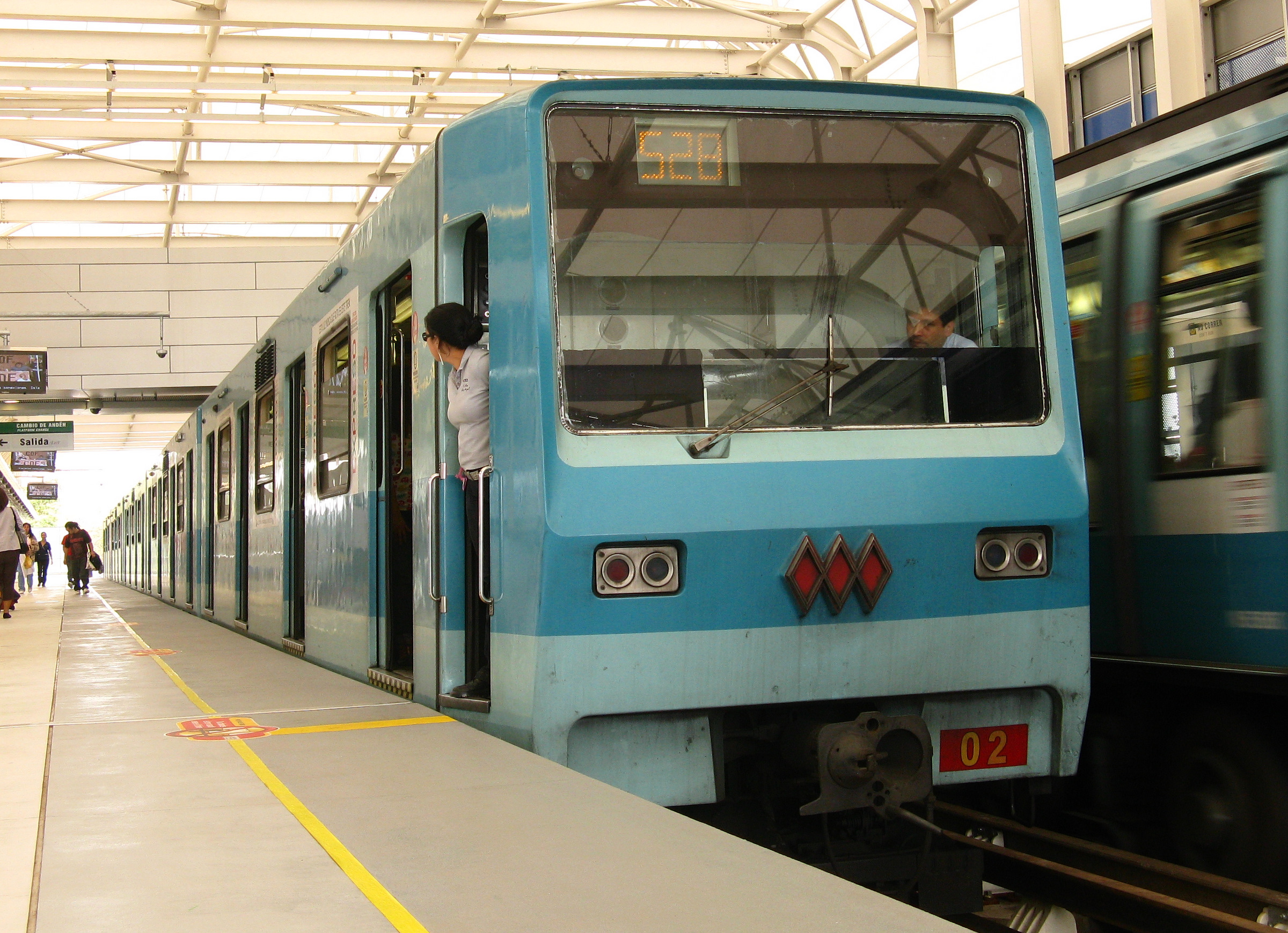
NS-74 n°3002

Le NS-74 (Neumatico Santiago 1974) est un matériel roulant sur pneumatiques utilisé sur le métro de Santiago du Chili. Les voitures du métro de Santiago du Chili rouleront sur des pneus pneumatiques sur des pistes en béton. Les roues en acier sont incorporées pour un fonctionnement d'urgence. Les trains ont été fabriqués par Alsthom  et se compose de 3 Séries. Les 27 trains de la première série ont été fabriqués entre 1972 et 1974 et mis en service  sur la ligne 1. Les 11 trains de la seconde série ont été fabriqués en 1975 et mis en service sur  ligne 2. Les 10 trains de la troisième série ont été fabriqués en 1981 et mis en service sur  ligne 2.  Ce fut le premier train d'exploitation du réseau. À l'arrivée des NS-93 (rames plus récentes), les rames de la ligne 1 furent reversées sur la ligne 5. Ces rames atteignant leurs limites d'utilisation, il est prévu de les remplacer dans les prochaines années. 

## Caractéristiques
La conception des NS-74 suit le même design que le MP 73 du Métro de Paris,  à l'exception de la hauteur et de la largeur des caisses qui passent de 3,485 de hauteur  à Paris  à 3,61 mètres pour Santiago ainsi que la largeur qui augmente de 20 centimètres passant de 2,40 à 2,60 mètres, donc l'extérieur des deux trains est pratiquement identique (à l'exception de la livrée extérieure). Sur les 49 rames (de 5 voitures) construites, 35 circulent encore (13 sur la ligne 2 et 22 sur la ligne 5): en effet certaines rames ont été retirées pour que leurs voitures intermédiaires rallongent les autres rames; on trouve aujourd'hui des rames de cinq, six ou sept voitures.
Les trains sont aussi articulés, ce qui permet une meilleure capacité pendant les heures de pointe. Contrairement à son homologue parisien circulant à 5 voitures, le NS-74 opère dans formations de 5 à 7 voitures sur la ligne 2 et de 7 voitures sur la ligne 5.
En conséquence, les trains peuvent fonctionner dans des formations de 83, 99 et 116 mètres de long, selon la ligne à laquelle ils sont affectés. La longueur de chaque voiture est de 14.88 mètres (15.38 mètres pour les voitures contenant la cabine du conducteur).
La longueur hors tout d'un train de huit voitures est de 131,44 m, poids à vide 201 tonnes. La capacité maximale de passagers sera de 1344 par train (310 places assises, 1034 places debout).

### Autres versions
A titre d'information supplémentaire, ce train a aussi un parent proche dans le métro de Paris qui est le MP 73 et dans le métro de Mexico qui est le MP-82.

## Alimentation de traction / motorisation
Ces rames sont alimentées en énergie de traction par troisième rail sous tension continue de 750 V.
L'accélération est de 1,3 m/s2, la décélération de 1,8 m/s2 maximum, 1,4 m/s2 maximum normal. La vitesse maximale est de 80 km/h. Chaque véhicule moteur est équipé de quatre moteurs de traction, chacun d'une puissance continue de 120 kW.

## Accidents
- En 1986, la rame n° 3029 fut très endommagée lors d'un attentat à la bombe sur la ligne 1 perpétré par le Front patriotique Manuel Rodríguez. Pour remplacer la rame hors d'usage, une rame mexicaine (le NS-88), construite à un seul exemplaire, fut livrée sur le réseau. Néanmoins, la 3029, restaurée, est toujours en circulation.